# 小溪镇 (五河县)
小溪镇，是中华人民共和国安徽省蚌埠市五河县下辖的一个乡镇级行政单位。

## 行政区划
小溪镇下辖以下地区：
香庙村、硖石村、上营村、小溪村、张巷村、霍庄村、化明村、赵庄村、藕塘村、路李村和蒋庄村。